# Aeropuerto Internacional de Luang Prabang

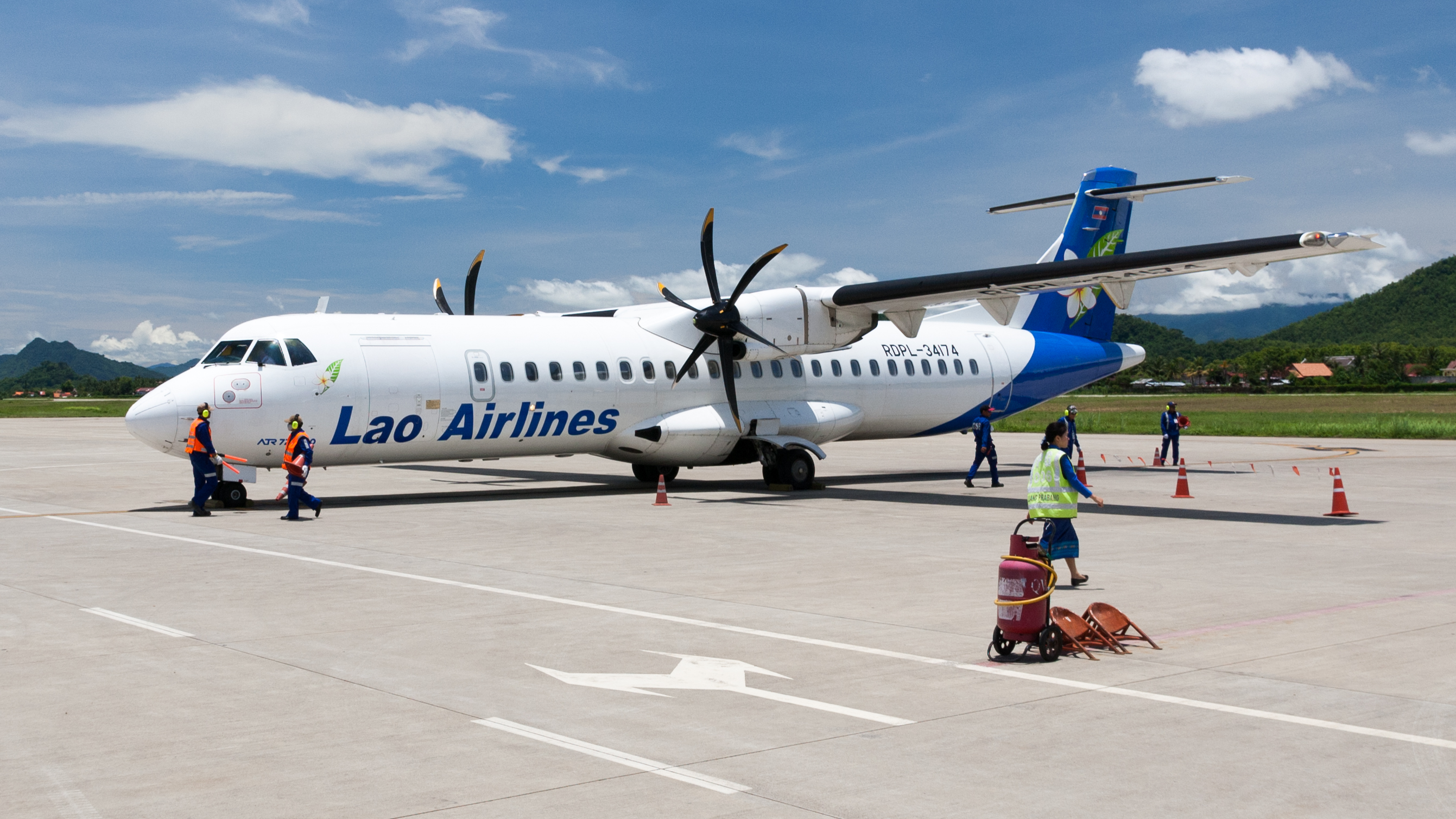
ATR 72-500 de Lao Airlines en el aeropuerto internacional de Luang Prabang

El Aeropuerto Internacional de Luang Prabang (IATA: LPQ, OACI: VLLB) es uno de los pocos aeropuertos internacionales de Laos. Sirve a la ciudad de Luang Prabang, la segunda en importancia del país y se encuentra ubicado a 4 km del centro de esta.
El aeropuerto consiste en una terminal, usada tanto para vuelos de cabotaje como para vuelos internacionales. El aeropuerto es manejado por el gobierno de Laos. Lao Airlines tiene como centro de conexión al aeropuerto.

## Aerolíneas y destinos
Tres aerolíneas prestan servicio al aeropuerto:

### Destinos internacionales
- Bangkok Airways: Bangkok
- Lao Airlines: Bangkok, Chiang Mai, Udon Thani, Hanói, Siem Reap
- Vietnam Airlines: Hanói, Siem Reap

### Destinos domésticos
- Lao Airlines: Phongsaly, Vientián, Xieng Khuang

- Datos: Q1077327
- Multimedia: Luang Prabang International Airport / Q1077327